# شهرك غديرنوايغان (قلعة بيابان)
شهرك غديرنوايغان (بالفارسية: شهرک غدیرنوایگان) هي قرية تقع في إيران في البلدة المركزية. يقدر عدد سكانها بـ 1271 نسمة بحسب إحصاء 2016.